# Estación de Cornaux
La estación de Cornaux es una estación ferroviaria de la comuna suiza de Cornaux, en el Cantón de Neuchâtel.

## Historia y situación
La estación de Cornaux fue inaugurada en el año 1859 con la puesta en servicio del tramo Vaumarcus - Le Landeron de la línea Olten - Lausana, también conocida como la línea del pie del Jura.
Se encuentra ubicada en el borde este del núcleo urbano de Cornaux. Cuenta dos andenes, uno central y otro lateral a los que acceden tres vías pasantes, a las que hay que sumar una gran playa de vías para el apartado y estacionamiento de vagones, así como varias vías muertas y una importante derivación a una refinería en el noreste de la estación que cuenta dentro de ella con otra playa de vías.
En términos ferroviarios, la estación se sitúa en la línea Olten - Lausana, que prosigue hacia Ginebra y la frontera francosuiza, conocida como la línea del pie del Jura. Sus dependencias ferroviarias colaterales son la estación de Cressier hacia Olten y la estación de Saint-Blaise CFF en dirección Lausana.

## Servicios ferroviarios
Los servicios ferroviarios de esta estación están prestados por SBB-CFF-FFS:

### Regional
- R Neuchâtel - Biel/Bienne.Cuenta con trenes cada hora en ambos sentidos, con refuerzos en las horas punta de lunes a viernes.